# Rumba (wieś)
Rumba – wieś w Estonii, w prowincji Lääne, w gminie Lihula.